# 鹿港隘門
鹿港隘門是位在臺灣彰化縣鹿港鎮的縣定古蹟，公告於2000年7月14日。過去鹿港有許多的隘門，除防範盜賊之外也是鹿港各角頭的界線，大致可分為設在街庄外圍的境界隘門、位於各巷道內的巷道隘門與不見天街（五福大街，今中山路）的隘門三種，但大多在日治時期因市街改正而被拆除，僅留下位於後車巷的隘門。

## 沿革
後車巷隘門建於清道光十年（1839年），其所在的後車巷位在五福大街與瑤林街、埔頭街之間，昔日地上鋪著花崗石板，供車輛通行，而貨物欲送到商店聚集的大街的話，必須要用人力搬運才行。
在日治時期市街改正後，鹿港數十座隘門均被拆除，只剩下這座隘門。該隘門曾於民國六十八年（1979）重建過。

## 建築
後車巷隘門高10尺，寬8尺，門楣上寫著「門迎後車」四字。原有大小兩個門板，大的是雙門扇，小的則是單門扇。